# (8897) Defelice
(8897) Defelice es un asteroide perteneciente al cinturón de asteroides, descubierto el 22 de septiembre de 1995 por el equipo del Observatorio Astronómico de Santa Lucia di Stroncone desde el Observatorio Astronómico de Santa Lucia di Stroncone, Stroncone, Italia.

## Designación y nombre
Designado provisionalmente como 1995 SX. Fue nombrado en memoria de Aurelio De Felice (1915-1996), escultor italiano conocido por ir "contra la corriente" en sus creaciones, que aparecen en museos de todo el mundo.

## Características orbitales
Defelice está situado a una distancia media del Sol de 2,388 ua, pudiendo alejarse hasta 2,728 ua y acercarse hasta 2,048 ua. Su excentricidad es 0,142 y la inclinación orbital 5,854 grados. Emplea 1347,98 días en completar una órbita alrededor del Sol.
Pertenece a la familia de asteroides de (4) Vesta.

## Características físicas
La magnitud absoluta de Defelice es 14,62. Tiene 3,073 km de diámetro y su albedo se estima en 0,325.